# Arthur Roches
Arthur Roches, właśc. Arthur William Roches, pseud. Turo – belizeński polityk, członek Zjednoczonej Partii Demokratycznej, poseł z okręgu Dangriga i wiceminister zdrowia w latach 2008-2012.

## Życiorys
Związał się ze Zjednoczoną Partią Demokratyczna i z jej ramienia kandydował do parlamentu.
7 lutego 2008 wygrał wybory parlamentarne w okręgu Dangriga zdobywając 2098 głosów. Został członkiem Izby Reprezentantów, w po pokonaniu Cassiana Nuneza z PUP stosunkiem głosów: 56,06% do 41,3%.
14 lutego premier Dean Barrow powołał go do swojego rządu na stanowisko wiceministra zdrowia (przy ministrze .
W kolejnych wyborach 7 marca 2012 Turo Roches bez powodzenia ubiegał się o reelekcję w tym samym okręgu, przegrywając z politykiem PUP: Ivanem Ramosem, stosunkiem głosów: 44,38% do 53,19%